# Седунов, Иван Ермолаевич
Ива́н Ермола́евич Седуно́в (Иван Рябов, Иван Ряб) — поморский кормщик, уроженец села Мудьюга (ныне посёлок Мудьюг Приморского района Архангельской области) на Зимнем берегу Белого моря, герой сражения у Новодвинской крепости. Вместе с Дмитрием Борисовым Поповым считается спасителем Архангельска в начале Северной войны.

## Сражение у Новодвинской крепости
Во время Северной войны, в июле 1701 года кормщик Иван Рябов был захвачен в плен шведами вместе с толмачом Дмитрием Борисовым Поповым. Шведская эскадра в количестве 7 вымпелов (828 человек, 127 пушек) под командованием командора Карла Хенрика фон Лёве вошла в Белое море с целью уничтожить Архангельский порт (бывший в то время единственным морским портом России, через который шла торговля с Европой), сжечь в Соломбале адмиралтейскую верфь и строящиеся там военные корабли. Рябова и Борисова заставили показать проход к удобному месту для высадки десанта и захвата Новодвинской крепости. Однако 24 июня (5 июля) 1701 год русские лоцманы вывели два шведских судна, галиот «Тёва-летит» и шняву «Мьёхунден», на песчаную мель прямо перед пушками крепости. Корабли были обездвижены и в ходе десятичасовой артиллерийской перестрелки уничтожены. Борисов и Рябов были расстреляны шведами. Борисов погиб, а Рябов смог притвориться мёртвым, затем выбросился за борт и доплыл до берега. Там он был взят под стражу и обвинён в пособничестве шведам. Однако осенью Пётр I приказал архангельскому воеводе князю Алексею Прозоровскому освободить Рябова из-под стражи, одарить его и отправить в Москву. Документальных свидетельств о дальнейшей судьбе Ивана Рябова нет.

## Память
- Именем Ивана Рябова названы контейнеровоз (1979)[1], улица в Архангельске.
- Иван Рябов — один из главных героев романа Юрия Германа «Россия молодая» (1952) и его одноимённой экранизации, снятой в 1982 году.
- Подвигу Рябова посвящены также драма Нестора Кукольника «Иван Рябов, рыбак архангелогородский», повесть Евгения Богданова «Лодейный кормщик»[2] и рассказ Николая Бадеева «Корабельный вож»[3].